# 王讜
王讜（?—?），字正甫，生卒年不詳，長安（今陝西西安）人，宋代筆記小說家。
王彭之子，宰相呂大防之婿，宋徽宗崇寧、大觀（1102-1110年）年間人，曾入蘇軾門下，元祐四年（1089年）任国子监丞，官至少府監丞，著有《唐語林》十卷。全書選錄唐代至宋代初五十種筆記、雜史，分門記述，共五十二門。內容多為唐代歷史、政治、文學等遺聞軼事，可與新舊《唐書》互相參証。書中所引用史書，後多散佚，故《唐語林》也有保存史料之功。